# (73746) 1993 TY24
(73746) 1993 TY24 – planetoida z pasa głównego asteroid okrążająca Słońce w ciągu 3,18 lat w średniej odległości 2,16 j.a. Odkryta 9 października 1993 roku.